# Reborn
Reborn är ett musikalbum från Dechas som gavs ut av Shutdown Rekordz i juni år 2002. Låtarna spelades in år 1998–2001. Omslag av Dechas.

## Låtlista
1. Reborn
2. S.O.L
3. The Clue+
4. Gettin' Power
5. Real Shame++
6. Direction
7. To Blame
8. Mind Revolution
9. Behind

+Intro av Simon Wiklund.
++Gästspel av Martin Westerlund från Disconnect.